# Jana Čarnoká
Jana Čarnoká (Krompachy, 18 marzo 1987) è un'ex cestista slovacca.

## Carriera
Con la Slovacchia ha disputato i Campionati europei del 2009.